# Parábola do filho pródigo

O Retorno do Filho Pródigo.
Séc. XVII. Por Rembrandt, atualmente no Museu Hermitage, em São Petersburgo.

O Filho Pródigo é talvez a mais conhecida das parábolas de Jesus, apesar de aparecer apenas em um dos evangelhos canônicos. De acordo com Lucas 15:11–32, a um filho mais novo é dada a sua herança. Depois de perder sua fortuna (a palavra "pródigo" significa "desperdiçador", "extravagante"), o filho volta para casa e se arrepende. Esta parábola é a terceira e a última de uma trilogia sobre a redenção, vindo após a Parábola da Ovelha Perdida e a Parábola da Moeda Perdida.
Na tradição católica ocidental, esta parábola é geralmente lida no terceiro domingo de Quaresma, enquanto que na Igreja Ortodoxa, a leitura ocorre no Domingo do Filho Pródigo.

## Narrativa bíblica
| “ | «Continuou: Um homem tinha dois filhos. Disse o mais moço a seu pai: Meu pai, dá-me a parte dos bens que me toca. Ele repartiu os seus haveres entre ambos. Poucos dias depois o filho mais moço, ajuntando tudo o que era seu, partiu para um país longínquo, e lá dissipou todos os seus bens, vivendo dissolutamente. Depois de ter consumido tudo, sobreveio àquele país uma grande fome, e ele começou a passar necessidades.Foi encostar-se a um dos cidadãos daquele país, e este o mandou para os seus campos guardar porcos. Ali desejava ele fartar-se das alfarrobas que os porcos comiam, mas ninguém lhas dava. Caindo, porém, em si, disse: Quantos operários de meu pai têm pão com fartura, e eu aqui estou morrendo de fome! Levantar-me-ei, irei a meu pai e dir-lhe-ei: Pai, pequei contra o céu e diante de ti: já não sou digno de ser chamado teu filho; trata-me como um dos teus diaristas. Levantando-se, foi para seu pai. Estando ele ainda longe, seu pai viu-o e teve compaixão dele e, correndo, o abraçou e beijou. Disse-lhe o filho: Pai, pequei contra o céu e diante de ti; já não sou digno de ser chamado teu filho. O pai, porém, disse aos seus servos: Trazei-me depressa a melhor roupa e vesti-lha, e ponde-lhe um anel no dedo e sandálias nos pés; trazei também o novilho cevado, matai-o, comamos e regozijemo-nos, porque este meu filho era morto e reviveu, estava perdido e se achou. E começaram a regozijar-se. Seu filho mais velho estava no campo; quando voltou e foi chegando à casa, ouviu a música e a dança: e chamando um dos criados, perguntou-lhe que era aquilo. Este lhe respondeu: chegou teu irmão, e teu pai mandou matar o novilho cevado, porque o recuperou com saúde. Ele se indignou, e não queria entrar; e saindo seu pai, procurava conciliá-lo. Mas ele respondeu a seu pai: Há tantos anos que te sirvo, sem jamais transgredir uma ordem tua, e nunca me deste um cabrito para eu me regozijar com os meus amigos; mas quando veio este teu filho, que gastou os teus bens com meretrizes, tu mandaste matar para ele o novilho cevado. Replicou-lhe o pai: Filho, tu sempre estás comigo, e tudo o que é meu é teu; entretanto cumpria regozijarmo-nos e alegrarmo-nos, porque este teu irmão era morto e reviveu, estava perdido e se achou.» (Lucas 15:11–32) | ” |

## Contexto e Interpretação

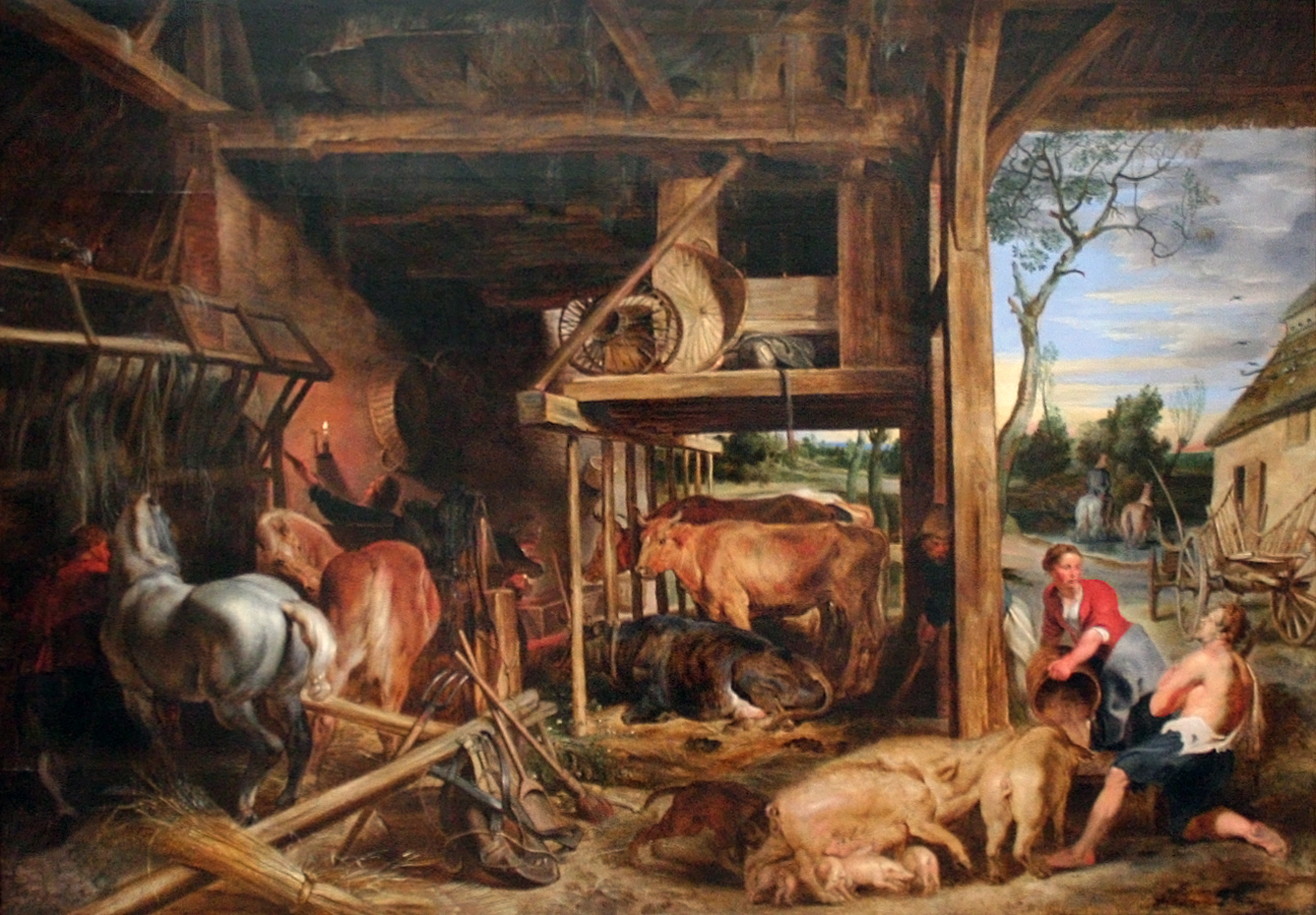
Filho Pródigo.
1618. Por Rubens, atualmente no Museu Real de Belas Artes de Antuérpia, na Bélgica.

Esta é a última das três parábolas sobre perda e redenção, na sequência da Parábola da Ovelha Perdida e da Parábola da Moeda Perdida, que Jesus conta após os fariseus e líderes religiosos o terem acusado de receber e compartilhar as suas refeições com "pecadores". A alegria do pai descrita na parábola reflete o amor divino, a "misericórdia infinita de Deus" e "recusa de Deus em limitar a sua graça".
O pedido do filho mais novo de sua parte da herança é "ousado e insolente" e "equivale a querer que o pai estivesse morto". Suas ações não levam ao sucesso e ele finalmente se torna um trabalhador por contrato, com a degradante tarefa (para um judeu) de cuidar de porcos, chegando ao ponto de invejá-los por comerem vagens de alfarroba. Em seu retorno, o pai trata-o com uma generosidade muito maior do que ele teria o direito de esperar.
O filho mais velho, ao contrário, parece pensar em termos de "direito, mérito e recompensa" ao invés de "amor e benevolência". Ele pode representar os fariseus que estavam criticando Jesus.

## Celebrações

### Ortodoxos
A Igreja Ortodoxa tradicionalmente lê esta história no chamado Domingo do Filho Pródigo que, no ano litúrgico ortodoxo, é o domingo antes do "Domingo do Juízo Final" e por volta duas semanas antes do começo da Grande Quaresma.

### Católicos
Em sua exortação apostólica intitulada Reconciliatio et Paenitentia (latim para "Reconciliação e Penitência"), o papa João Paulo II se utilizou desta parábola para explicar o processo de conversão e reconciliação. Enfatizando que Deus Pai é "pleno de misericórdia" e sempre pronto a perdoar, ele afirmou que a reconciliação é um "presente de sua parte". João Paulo II afirmou ainda que, para a Igreja, a "missão de reconciliação é a iniciativa, cheia de compaixão, amor e misericórdia, deste Deus que é amor". Ele também explorou os questionamentos levantados por esta parábola em sua segunda encíclica, Dives in Misericordia (latim para "Pleno em Misericórdia"), publicada em 1980.

## Interpretação Espírita
Segundo o Espírito Joanna de Angelis, através da mediunidade de Divaldo Pereira Franco, a Parábola do Filho Pródigo é um conjunto de lições psicoterapêuticas e filosóficas:
"Na sua mensagem não se encontram quaisquer tipos de censura a nenhuma das atitudes dos dois filhos, nem reproche ou dissimulação diante das ocorrências. Tudo se dá de maneira natural, em júbilo crescente, porque aquele que estava perdido, foi encontrado, e porque estava morto, agora se deparava vivo. A alegria da autoconsciência é esfuziante, porque ocorre depois do reencontro, na volta à casa, ao lar, ao abrigo emocional seguro, que é a conquista de paz e da correção dos atos."
Joanna de Angelis analisa ainda a conduta do filho ciumento:
"Por fim, chegando a casa, o filho recebe um manto que o iguala ao pai e ao irmão, ele que desejara ser recebido como um pária, um servo, um suspeito de confiança, torna-se, dessa maneira, um igual, alguém querido que merece respeito. (...) Em casa, não há lugar para a inferioridade do retornado, porquanto o amor a todos iguala, dando-lhes oportunidade de crescimento e de iluminação. (...) Mas aquele Pai misericordioso também não reclama da conduta do outro filho ciumento, em difícil trânsito da adolescência para a vetustez da maturidade, porque a dor que experimenta já é uma forma de punição em referência à sua conduta. Esforça-se por diluir-lhe a mágoa, justificando que tudo que tem é dele, que ele tem estado ao seu lado, portanto, desfrutando de segurança e de alegria".
Já em O Evangelho Segundo o Espiritismo, obra de Allan Kardec, o Espírito Santo Agostinho concluiu:
"Vem um dia em que ao culpado, cansado de sofrer, com o orgulho afinal abatido, Deus abre os braços para receber o filho pródigo que se lhe lança aos pés. As provas rudes, ouvi-me bem, são quase sempre indício de um fim de sofrimento e de um aperfeiçoamento do Espírito, quando aceitas com o pensamento em Deus. É um momento supremo, no qual, sobretudo, cumpre ao Espírito não falir murmurando, se não quiser perder o fruto de tais provas e ter de recomeçar."
O evangelho
¹¹ E disse: Um certo homem tinha 2 filhos;
¹² E o mais moço deles disse ao pai: - Pai, dá-me a parte dos bens que me pertence. E ele repartiu com eles a fazenda.
(Considerações : 1º o filho mais novo se considerava verdadeiramente filho e falava com liberdade de homem livre ao pai. 2º a herança não pertencia aos filhos, a herança pertencia ao pai, os filhos poderiam pedir direito de herança somente após o morte do pai. 
3º  o filho mais novo não sucedia o pai, o sucessor era o filho mais velho.
4º o filho mais velho não dialogou com o pai como homem livre diante dos fatos.)
¹³ E, poucos dias depois, o filho mais novo, ajuntando tudo, partiu para uma terra longínqua, e ali desperdiçou os seus bens, vivendo dissolutamente.
¹⁴ E, havendo ele gastado tudo, houve naquela terra uma grande fome, e começou a padecer necessidades.
¹⁵ E foi, e chegou-se a um dos cidadãos daquela terra, o qual o mandou para os seus campos, a apascentar porcos.
¹⁶ E desejava encher o seu estômago com as bolotas que os porcos comiam, e ninguém lhe dava nada.
¹⁷ E, tornando em si, disse: Quantos jornaleiros de meu pai têm abundância de pão, e eu aqui pereço de fome!
¹⁸ Levantar-me-ei, e irei ter com meu pai, e dir-lhe-ei: Pai, pequei contra o céu e perante ti;
¹⁹ Já não sou digno de ser chamado teu filho; faze-me como um dos teus jornaleiros.
²⁰ E, levantando-se, foi para seu pai
ATENÇÃO
(esse filho mais novo não tinha mais parte naquela família ele saiu para estabelecer a sua própria linhagem e ser o próprio pai da NOVA família que ele deveria ter formado com sua liberdade e os bens, mas ele não fez o correto que se esperava dele, pela segunda vez.);
e, quando ainda estava longe, viu-o seu pai, e se moveu de íntima compaixão e, correndo, lançou-se-lhe ao pescoço e o beijou.
²¹ E o filho lhe disse : - Pai (no intimo o filho sentia-se filho, esse filho em todo tempo chama o pai de pai, ele não conhece outra palavra para o pai !), pequei contra o céu (Deus/ Pai do céu) e perante ti (pai da terra), e já não sou digno de ser chamado teu filho.

²² Mas o pai disse aos seus servos: Trazei depressa a melhor roupa; e vesti-lho, e ponde-lhe um anel na mão, e alparcas nos pés;
(o pai disse aos servos: - Quero que este moço mais novo seja visto como ele e´ o meu filho).

²³ E trazei o bezerro cevado, e matai-o; e comamos, e alegremo-nos;
(o bezerro também foi morto pelo irmão mais novo, o irmão mais novo também dá alegria ao pai/Pai).

²⁴ Porque este meu filho estava morto, e reviveu, tinha-se perdido, e foi achado. E começaram a alegrar-se.
²⁵ E o seu filho mais velho estava no campo; e quando veio, e chegou perto de casa, ouviu a música e as danças. ( o filho mais velho não se alegrou naturalmente)
²⁶ E, chamando um dos servos, perguntou-lhe que era aquilo.
²⁷ E ele lhe disse: Veio teu irmão; e teu pai matou o bezerro cevado, porque o recebeu são e salvo. (visão do pai/Pai = família o pai, o mais velho e o mais novo)
²⁸ Mas ele se indignou, e não queria entrar.
(Jesus e´ a porta da casa da família, contudo o mais velho não quer entrar, simbolizando os  judeus e povos mais velhos/antigos).

²⁹ E saindo o pai, instava com ele. Mas, respondendo ele, disse ao pai:
- Eis que te sirvo há tantos anos, sem nunca transgredir o teu mandamento, e nunca me deste 1 cabrito para alegrar-me com os meus amigos; (sua relação com o pai não era de filho, era ser o melhor servo, ele nunca aceitou o irmão mais novo).

³⁰ Vindo, porém, este teu filho, que desperdiçou os teus bens com as meretrizes, mataste-lhe o bezerro cevado. 
(Jesus foi morto pelo filho mais novo).
³¹ E ele(pai/Pai) lhe disse: - Filho, tu sempre estás comigo, e todas as minhas coisas são tuas; 
(Judeus/Israel, tu sempre estas comigo, e todas as minhas coisas são tuas);
³² Mas era justo alegrarmo-nos e folgarmos, porque este teu irmão estava morto, e reviveu; e tinha-se perdido, e achou-se.
(O filho mais novo simboliza o povo do novo testamento, que é  irmão do filho mais velho, e eles estavam mortos e reviveram, estavam perdidos e foram achados).  
Lucas 15:11-32  - a saber a igreja universal.

## Nas artes

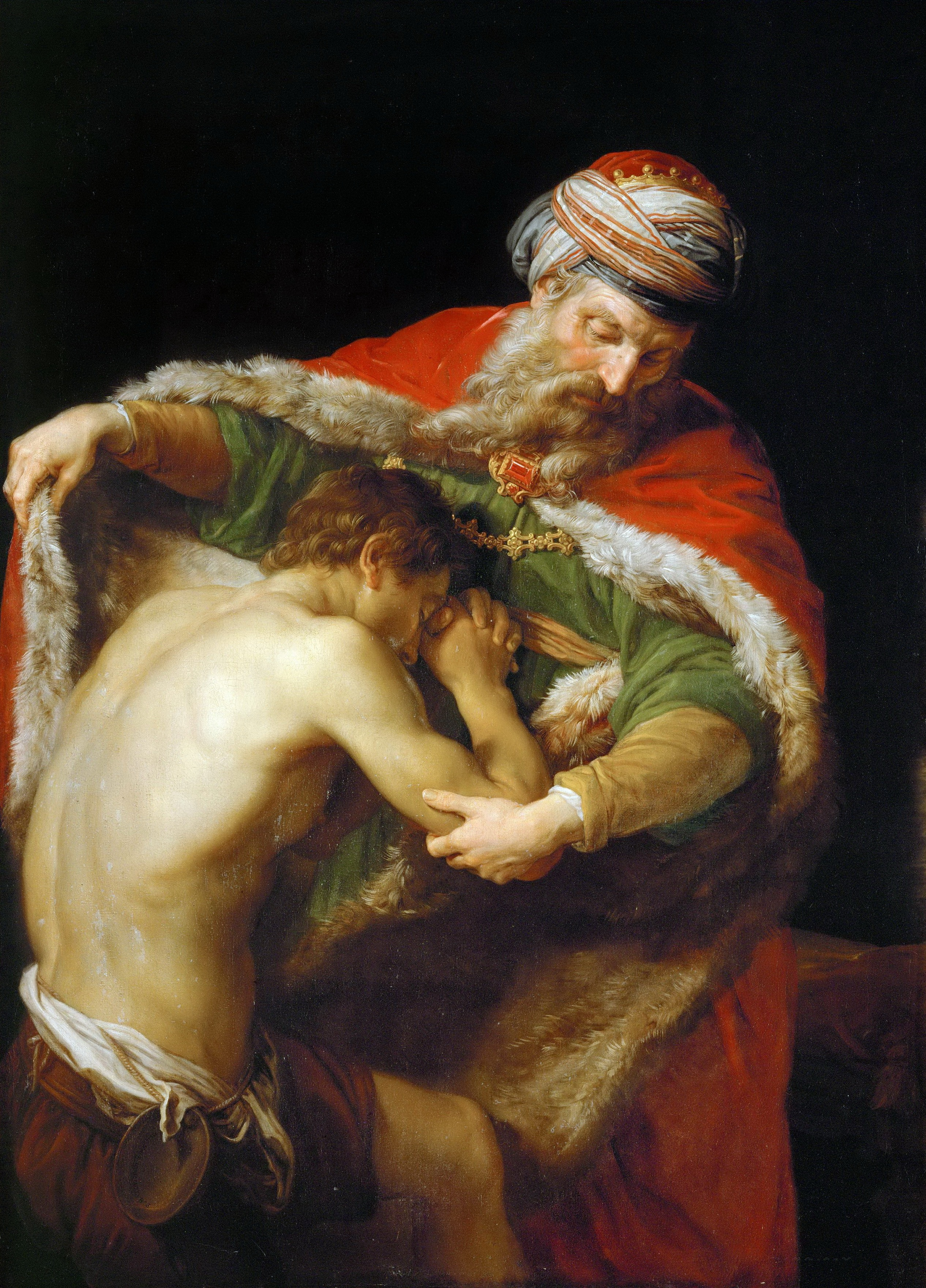
O Retorno do filho Pródigo.
1773. Por Pompeo Batoni, atualmente no Kunsthistorisches Museum, em Viena.

### Artes
Das trinta e poucas parábolas nos evangelhos canônicos, esta é uma (de quatro) que foi representada na arte medieval quase que à custa total das demais, e ainda de maneira independente das narrativas sobre a Vida de Cristo (as outras foram as Dez Virgens, o Rico e Lázaro e o Bom Samaritano. Além delas, a Parábola dos Trabalhadores na Vinha também apareceu muito nas obras da Alta Idade Média).
A partir do Renascimento, as quantidades se ampliaram um pouco e as diversas cenas - a boa vida, cuidando dos porcos e o retorno - do Filho Pródigo se tornaram favoritas indiscutíveis. Albrecht Dürer fez uma famosa gravura do Filho Pródigo entre os porcos (1496), um assunto popular no Renascimento Setentrional. Rembrandt representou diversas cenas da parábola, especialmente o episódio final, que ele gravou, desenhou ou pintou em diversas ocasiões diferentes em sua carreira. Pelo menos uma de suas obras, "O Filho Pródigo na Taverna", um retrato de si como o Filho, se divertindo com sua esposa, é, como muitas outras obras do artista, uma forma de dignificar a vida nas tavernas - se é que o título é de fato a intenção original do artista. Sua obra tardia, "O Retorno do Filho Pródigo" (1662 - 1669, atualmente no Museu Hermitage de São Petersburgo) é uma de suas obras mais populares.

### Teatro
Nos séculos XV e XVI, o tema era suficiente popular a ponto de peças sobre o assunto serem vistas como um sub-gênero das peças morais inglesas. Exemplos incluem The Rare Triumphs of Love and Fortune ("Os raros triunfos do amor e da sorte"), The Disobedient Child ("A criança desobediente") e Acolastus.
Adaptações dignas de nota pelo resultado incluem um balé de 1929, coreografado por George Balanchine com música de Sergei Prokofiev, um outro, de 1957, por Hugo Alfvén e um oratório de 1869 por Arthur Sullivan. Várias destas adaptações adicionaram consideravelmente ao material bíblico para estender a história; por exemplo, o filme de 1955, The Prodigal, tomou diversas destas liberdades, como adicionar uma tentadora sacerdotisa de Astarte à história.

### Literatura
Rudyard Kipling escreveu um poema dando uma interpretação para o ponto de vista do irmão mais moço.